# Krasnoobsk
Krasnoobsk – osiedle typu miejskiego w Rosji, w obwodzie nowosybirskikm. W 2009 liczyło 17 769 mieszkańców.